# El Dorado (film, 1988)
Pour les articles homonymes, voir Eldorado (homonymie).
Pour plus de détails, voir Fiche technique et Distribution.
El Dorado est un film coproduit par l'Espagne, la France et l'Italie, réalisé par Carlos Saura en 1987 et sorti en 1988.
Le film relate des événements historiques précédemment évoqués au cinéma par Werner Herzog avec Aguirre, la colère de Dieu (1972).

## Synopsis
La quête du royaume mythique de l'Eldorado obsède les conquérants espagnols. Le film de Carlos Saura s'ouvre sur une scène s'inspirant d'un récit effectué par Gonzalo Fernández de Oviedo. Les conquistadores de Quito avaient entendu raconter, en 1534, qu'une tribu indienne des hautes terres de Cundinamarca (dans l'actuelle Colombie) célébrait annuellement une cérémonie durant laquelle un cacique au corps recouvert de poudre d'or se baignait dans les eaux d'un lac sacré et y engloutissait, en offrande aux dieux, des objets d'or et d'argent. Cette séquence revêt la forme d'un songe cherchant à expliquer l'organisation d'une grande expédition fluviale de découverte et de conquête des territoires d'Omagua et d'Eldorado par la Couronne d'Espagne, à partir de 1559. Le 26 septembre 1560, le commandant de la flotte, Pedro de Ursúa lève l'ancre en compagnie de plusieurs centaines d'hommes de toutes origines et conditions. À ses côtés, en tant qu'adjoint, on retrouve Lope de Aguirre, un conquistador violent et cruel. L'expédition se révèlera, au bout d'une année, extrêmement éprouvante et guère probante. L'atmosphère de la jungle, les maladies et l'attitude hostile des indigènes freinent la progression de l'expédition. En outre, des rivalités internes finissent par décimer les troupes. Aguirre, obstiné et ambitieux, fomente alors une rébellion au cours de laquelle Pedro de Ursua est assassiné. Don Fernando de Guzmán est institué chef de l'expédition. En mars 1561, après avoir assassiné Guzmán, ses partisans, et Dona Ines, maitresse de Ursua, Aguirre se fait lui-même proclamer "Prince du Pérou, de la Terre Ferme et du Chili", rejetant officiellement l'autorité du roi d'Espagne. Miné par la fièvre, Aguirre continue l'expédition avec ses derniers partisans, les marañones, sans grand espoir d'atteindre Eldorado.

## Fiche technique
- Titre original : El Dorado
- Réalisation et scénario : Carlos Saura
- Direction artistique : Terry Pritchard, Peta Button
- Décors : Maritza González
- Costumes : Gerardo Vera
- Photographie : Teo Escamilla
- Son : Gilles Orthion
- Musique : Alejandro Massó
- Montage : Pedro del Rey
- Production : Andrés Vicente Gómez
- Sociétés de production :
  -  Televisión Española, Compaña Iberoamericana de TV, Iberoamericana Films Producción
  -  Radiotelevisione Italiana, SACIS
  -  Canal+, Chrysalide Film, FR3 Cinéma, UGC
- Pays d'origine :  Espagne/ France/ Italie
- Langue originale : Espagnol
- Format : couleur — 35 mm — 2,35:1 (Panavision)
- Genre  : historique
- Durée : 149 minutes
- Dates de sortie : 
  - Espagne : 20 avril 1988
  - France : 18 mai 1988

## Distribution
- Omero Antonutti : Lope de Aguirre
- Lambert Wilson : Pedro de Ursúa
- Eusebio Poncela : Fernando de Guzmán
- Gabriela Roel : Inés de Atienza
- Inés Sastre : Elvira, la fille de Lope de Aguirre
- José Sancho : La Bandera
- Patxi Bisquert : Pedrarias, le chroniqueur
- Francisco Algora : Llamoso
- Féodor Atkine : Montoya
- Abel Vitón : Henao
- Paco Merino : Alonso Estebán
- Mariano González : Zalduendo
- Gladys Catania : Juana

## Autour du film
- La réalisation de Carlos Saura se distingue nettement du seul grand précédent cinématographique consacré à Lope de Aguirre, à savoir le film de Werner Herzog datant de 1972. Avec la collaboration de Terry Pritchard, chargé de la direction artistique et de la coordination du travail de recherche historique, Saura s'est lancé dans un processus de reconstitution du passé avec exactitude et minutie. Le matériau de base est fourni par des chroniques écrites à l'époque des faits considérés. Leurs auteurs ne sont pas nommément mentionnés dans le film, mais sont cités sous une forme synthétique à travers le personnage de Pedrarias (Patxi Bisquert). Celui-ci nous communique des extraits de son journal par le biais d'une voix off qui ponctue le film[2].
- De multiples éléments dénotent d'une volonté de fidélité aux sources : véracité des noms, des faits et gestes des principaux membres de l'expédition, chronologie historique respectée, tournage en décors naturels dans un environnement proche de ceux évoqués (au Costa Rica), souci du détail et reconstitution de grande envergure mobilisant des acteurs de plusieurs pays et plus de six cents figurants (en particulier une centaine d'Indiens Bribri originaires de la cordillère de Talamanca, à la frontière du Panama). L'habitat, les armures et les vêtements ont été imités à l'identique. L'ensemble de cette mise en scène a donc nécessité un budget considérable – plus d'un milliard de pesetas, c'est-à-dire le plus important du cinéma espagnol jusqu'alors – et des efforts exceptionnels dus aux conditions climatiques particulièrement pénibles : l'excessive humidité rouillait les objets et les caméras, par exemple, devaient être protégées dans des containers climatisés en fin de journée[3].